# Анчич, Иван
Иван Анчич Думлянин (хорв. Ivan Ančić Dumljanin, Ancio, Ancius, Aničić; 11 февраля 1624, Липа-в-Дувно — 24 июля 1685, Анкона, Папская область) — хорватский духовный писатель, богослов, переводчик.

## Биография
Родился в богатой семье близ Томиславграда. Образование получил, вероятно, в монастыре в боснийской францисканской провинции Босна Сребрена (Прозор-Рама). В 1643 году был принят в нищенствующий орден францисканцев. Рукоположен в 1646 году.
Продолжил учёбу в Велике, затем в Италии — 3 года изучал философию и теологию в Кремоне, в 1650—1651 гг. — в Брессаноне и Неаполе (1651—1653).
После чего изъявил желание вернуться на родину, где служил священником и проповедником в разных местах: Велике, Нашице, Броде, Белграде, Раме, Томиславграде или Дувно. С 1663 по 1669 год Анчич был пастором в монастыре Високо и Рама. Духовная служба Анчича в Дувно и Боснийской провинции Сребреница проходила в очень трудный период правления Османской империи в Боснии и Герцеговине.
В 1676 году в Ассизи И. Анчич начал свою известную работу «Vraata nebeska i život vični» («Небесные врата и вечная жизнь») и закончил её в Лорето в 1677 году. В том же году он напечатал своё сочинение «Ogledalo misničko» в Риме . Писал на штокавском наречии с использованием латинского алфавита, в котором присутствуют заметные элементы боснийского языка. Его переводы с латыни являются хорошими примерами знания им этого языка.
Кроме того, сохранились две его рукописные работы. Первая — автобиография (написанная в 1679 году), вторая — отчет о состоянии Боснии и Герцеговины (1680).

## Избранные сочинения
- «Vrata nebeska i život vični»,
- «Ogledalo misničko»,
- «Svitlost karstianska i naslagaye duovno»,
- «Blago oprosta»